# Abra convexior
Abra convexior is een tweekleppigensoort uit de familie van de Semelidae. De wetenschappelijke naam van de soort werd in 1895 gepubliceerd door E.A. Smith.